# SHERLOCK/シャーロック 忌まわしき花嫁
『SHERLOCK/シャーロック 忌まわしき花嫁』（シャーロック いまわしきはなよめ、英: Sherlock:The Abominable Bride）は、BBC制作のドラマ『SHERLOCK』の特別編である。2016年1月1日に、イギリス・アメリカでテレビ放映され、その後20分の特別映像を加えて劇場限定公開されている。日本では2016年2月19日に劇場公開された。
設定をドラマ版での現代からヴィクトリア時代の1895年に移し、語られざる事件の1つ「リコレッティ夫人の幽霊の謎」について、ホームズが謎を解く展開となっている。

## あらすじ
冒頭部分で、これまでの『SHERLOCK』のエピソードが振り返られる。シーズン3最終話『最後の誓い』でのクリフハンガーが流れた後、ヴィクトリア朝の英国へリンクする。
ジョン・ワトスンは、第二次アフガン戦争に軍医として従軍するものの、肩を負傷して帰国する。傷心のままロンドンに至り、これからの生活を考えあぐねていると、かつてバーツで同僚だったスタンフォードに出会う。彼の紹介でシャーロック・ホームズに出会い、2人はベーカー街221Bで共同生活を始めることになる。
時代は遡って1895年のクリスマスへと移る。ワトスンの口からこれまでホームズの活躍を多数記録してきた旨が語られるが、「ホームズを肉体的・精神的に最も追い詰めた事件」として、「忌まわしき花嫁」の話が始まる。
ベーカー街221Bにホームズとワトスンが帰ってくると、喪服を着て変装したワトスンの妻・メアリーがいた。メアリーは事件の調査のため留守がちな夫に対して文句を言い、2人は口論になる。そこへレストレード警部が訪れ、エミリア・リコレッティ夫人の奇怪な話を始める。
リコレッティ夫人は、夫トーマスとの結婚記念日当日に、花嫁姿で通りに面したバルコニーに建ち、二挺拳銃で乱射を行う。それから自分の頭を撃ち抜いて自殺した。しかしその夜、死んだはずの彼女は夫トーマスの前に現れ、彼をショットガンで殺害し、夜霧の中に消えていった。
ホームズはリコレッティ夫人の遺体を調べに行くため、ワトスンを連れてモルグへ向かう。一方のメアリーは、「M」から電報で呼び出され、ベーカー街を出て行く。モルグに着いたホームズとワトスン、レストレードの3人だったが、検死官のフーパーが遺体は確かにリコレッティ夫人だと所見を述べると、ホームズは興味を失ってモルグを出て行く。帰り際にワトスンは、フーパーが実は女であることを見抜いて立ち去る。後日、同様の事件が5件も発生したとレストレードがベーカー街へ訴えに来るが、ホームズは模倣犯だろうと推理して興味を示さない。
数日後のワトスン邸では、メアリーが不在な上、メイドの出来が悪いせいで、ワトスンに朝食が出されない。同じ日、ホームズとワトスンはディオゲネス・クラブを訪れる。そこで2人は極度の肥満体となっているマイクロフトに、「強大でこちらが屈しなければならない敵」との対決と、レディ・カーマイケルの件を依頼される。ホームズとワトスンは221Bに帰り、レディ・カーマイケルの依頼を聞く。彼女の夫サー・ユースタスに死を意味する5粒のオレンジの種が届き、花嫁姿の女性が彼へ殺害予告をしたと言う。その夜、カーマイケル邸に来たホームズとワトスンは張り込みをしている。2人は花嫁姿の女性を見つけるが、彼女はすぐに姿を消し、同時にガラスの割れる音がする。ホームズは窓を割って邸内へ急ぐが、サー・ユースタスは刺されて亡くなっていた上、ワトスンは花嫁を取り逃がしてしまう。
翌日、実況見分に来たレストレードから、サー・ユースタスを刺した短剣に名札が付いていたことを知らされる。ホームズが確認した時には無かったはずの名札には、"MISS ME?"と書かれていた。ホームズがベーカー街の自室で「マインドパレス」に籠もっていると、モリアーティが現れ、本シリーズ『ライヘンバッハ・ヒーロー』と同様に銃で後頭部を吹き飛ばす。しかしそれでも喋っているモリアーティに、ホームズはリコレッティ夫人事件との類似点を見出して動揺し、同時に彼の周囲が地震のように揺れ出す。
場面は本シリーズ『最後の誓い』での飛行機の着陸シーンへ戻り、着陸した飛行機にジョンとメアリー、マイクロフトが乗り込んで来る。1895年に起きたリコレッティ夫人の未解決事件について話し出すシャーロックに、マイクロフトは薬物摂取量のリストを作ったか尋ねる。シャーロックはリストを差し出し、思考整理のために薬物摂取していることを3人に告げる。摂取した薬物の種類を尋ねるジョンの声で、シャーロックは再び19世紀へ引き戻される。
再びヴィクトリア朝のベーカー街221Bに戻る。やってきたワトスンにホームズはモリアーティがいたと告げるが、彼は死んだと返され、コカイン摂取をたしなめられる。そこへ、マイクロフトの命を受けて調査をしていたメアリーから、リコレッティ夫人の仲間を廃教会で見つけたと知らせる電報が届き、2人は急行する。教会には、クー・クラックス・クランよろしく儀式を行う女性解放運動の秘密結社がおり、3人は彼らの会合を中断させる。結社の会員には、モルグのフーパー、ジャニーン、ワトスン邸のメイドも含まれていた。ホームズは彼らの前で、リコレッティ夫人事件の謎を解き始める。
リコレッティ夫人は、二挺拳銃の片方を口にくわえ、もう片方を発砲して後ろに倒れた。発砲と同時に協力者が後ろからカーテンに血糊をかけ、よく似た別人の遺体をモルグに運ぶことで偽装自殺を行った。その夜、彼女は女性解放運動に理解を示さない夫トーマスを射殺してから、仲間に自分を射殺させてモルグの遺体とすりかわった。サー・ユースタス邸で2人が見た花嫁は、ガラスに映ったもので、ガラスの割れた音は、使われたガラスを誤って割ってしまった時のものだった。サー・ユースタス邸に現れた他の花嫁も、結社の会員たちがウエディングドレスを着て扮していた。彼女たちは、女性の活躍に無理解な男性を「処刑」していたのである。ホームズは「男性に決して勝ち目の無い戦争」と語り、レディ・カーマイケルが、結社の一員としてサー・ユースタスを殺したと考える。そこに現れた花嫁を彼女だと考えて話し続けるホームズだが、ヴェールを取るとそこにいたのはモリアーティだった。
ジョンの声でシャーロックが現代に引き戻されると、彼は病院に搬送されていた。彼はリコレッティ夫人の棺の下に別人が埋葬されていると考え、それを確かめに墓地へ向かう。すると掘り出したリコレッティ夫人の棺から、"Do not forget me"（訳：私を忘れないで）との歌声が聞こえ、彼女の遺体がシャーロックに襲いかかる。
再び舞台はヴィクトリア朝に戻り、ホームズは気付くとライヘンバッハの滝の岩棚にいる。モリアーティが現れ、ホームズはマインドパレスに没入したままなのだと告げる。2人は岩棚の上で格闘を始めるが、そこにワトスンが現れて場を制し、モリアーティを滝壺へ突き落とす。その後ワトスンは、ホームズにどうやって目覚めるつもりか尋ね、ホームズは自信を持って滝壺へ飛び降りる。
再び現代に引き戻されたシャーロックは、映画中盤と同様にチャーター機に乗っており、ジョンとメアリー、マイクロフトの3人に囲まれている。シャーロックはマイクロフトの手にあったリストを破り捨て、ふらつく足で外に出て行く。マイクロフトはジョンにシャーロックの世話を頼むと、弟の破り捨てたリストを拾ってノートに挟み込む。マイクロフトのノートには、"Redbeard"（訳：赤髭）と書かれている。シャーロックは、モリアーティは確実に死んでいるものの次の出方は分かっているとして、ジョン・メアリーと共に車で飛行場を去る。
ヴィクトリア朝のベーカー街に戻ると、ホームズとワトスンが今回の事件にどんなタイトルを付けるか話し合っている。ワトスンの案で題名が "The Abominable Bride"（訳：忌まわしき花嫁）と決まったところで、ホームズはパイプを持って席を立つが、カメラがズームアウトしていくと、外の風景は現代のベーカー街となっている。

## キャスト
※役名表記はPBS公式サイトに準拠している。
- シャーロック・ホームズ - ベネディクト・カンバーバッチ（吹替：三上哲）
- ジョン・ワトスン医師 - マーティン・フリーマン（吹替：森川智之）
- ハドスン夫人 - ユーナ・スタッブス（吹替：谷育子）
- レストレード警部 - ルパート・グレイヴス（吹替：原康義）
- マイクロフト・ホームズ - マーク・ゲイティス（吹替：木村靖司）
- モリアーティ教授 - アンドリュー・スコット（吹替：村治学）
- フーパー - ルイーズ・ブリーリー（吹替：片岡身江）
- メアリー・ワトスン - アマンダ・アビントン（吹替：石塚理恵）
- アイリーン・アドラー - ララ・パルヴァー[注 10]
- アンダーソン - ジョナサン・アリス（吹替：内田岳志）
- ジャニーン・ドンレヴィ - ヤスミン・アクラム（英語版）（吹替：樋口あかり）
- スタンフォード - デイヴィッド・ネリスト[注 11]
- レディ・カーマイケル - キャサリン・マコーマック（吹替：麻生侑里）
- サー・ユースタス・カーマイケル - ティム・マッキナリー[注 12]（吹替：髙橋耕次郎）
- エミリア・リコレッティ - ナターシャ・オキーフ（吹替：永田亮子）
- トーマス・リコレッティ - ジェラルド・キッド（英語版）

## スタッフ
※スタッフの表記はPBS公式サイトに準拠している。
- 監督 - ダグラス・マッキノン（英語版）
- 脚本 - スティーヴン・モファット、マーク・ゲイティス
- 原作 - アーサー・コナン・ドイル『シャーロック・ホームズシリーズ』
- 音楽 - デヴィッド・アーノルド、マイケル・プライス（英語版）
- 撮影監督 - スージー・ラヴェル[注 13]
- プロダクション・デザイナー - アーウェル・ウィン・ジョーンズ
- 編集 - アンドリュー・ジョン・マクレランド
- エグゼグティブ・プロデューサー (PBS マスターピース)：レベッカ・イートン
- エグゼグティブ・プロデューサー (BBC)：ベサン・ジョーンズ
- 製作総指揮：スティーヴン・モファット、マーク・ゲイティス、ベリル・ヴァーチュー
- 制作会社 - BBC、ハーツウッド・フィルムズ（英語版）
- 配給（日本） - KADOKAWA

なおこの作品は、『ピンク色の研究』『大いなるゲーム』『ベルグレービアの醜聞』『バスカヴィルの犬 (ハウンド)』の編集を担当し、2015年に亡くなったチャーリー・フィリップスに献辞されている。

## 原作・TVシリーズとの対比

ヴィクトリア朝の221Bに飾られている絵は、チャールズ・アラン・ギルバート作の"All is Vanity"である

この作品の原案は、『マスグレーヴ家の儀式』で言及される、「内反足のリコレッティとその忌まわしい妻の記録」である。この作品は、いわゆる語られざる事件に該当する。
IMDbの作品ページで「Season4 Episode0」と付されているように、この特別編はシーズン3とシーズン4を繋ぐ構成になっている。ヴィクトリア朝のシーンが、シャーロックのマインドパレスでの光景として描かれているため、前シーズンまでの様々なシーンが、舞台をヴィクトリア朝に移した形で再現されている。また、本シリーズは原典からの引用ネタが各所に散りばめられていることでも知られている。本作ではそれに加え、ジェレミー・ブレット版やビリー・ワイルダー版など、過去の映像化されたホームズ作品にオマージュをかけたシーンが多数存在する。
脚本のスティーヴン・モファットが案内人を務める特典映像1では、ヴィクトリア朝の221Bのセット内にあるオマージュがいくつか指摘されている。マントルピースにナイフで刺された手紙や、ペルシャスリッパの中に詰め込まれた煙草は、『マスグレーヴ家の儀式』冒頭の記述に由来する。また、壁に弾痕で書かれた"VR"との文字は、同じく『マスグレーヴ家の儀式』冒頭の記述に由来するが、同時に本シリーズでの弾痕で描かれたスマイリーとも対応している。セットにあるヘンリー・ウォード・ビーチャーの絵は、『ボール箱』での記述と符合する。また、221Bのドア脇には、本シリーズでは髑髏の絵が飾られているが、特別編の本作ではチャールズ・アラン・ギルバート作の"All is Vanity"が飾られている。この絵は、特別編の年代設定（1895年）に程近い1892年に描かれている。更に、下宿のドアにはめ込まれているステンドグラスは、『緑柱石の宝冠』『まだらの紐』『ライオンのたてがみ』『バスカヴィル家の犬』『オレンジの種五つ』があしらわれたデザインである。
ワトスンが第二次アフガン戦争に従軍し、肩を負傷して帰国するのは、『緋色の研究』冒頭の記述に由来する。その後スタンフォードと出会って、クライテリオン酒場で話すくだりも原典通りである。ホームズがモルグで遺体に鞭を打っているのは、同作でのスタンフォードのホームズ評に等しい描写である。ホームズは、下宿の番地を、現代版のような"Two-two-one B"（訳：に・に・いちビー）ではなく、"Two hundred and twenty-one B"（訳：にひゃくにじゅういちビー）と述べている。この一連のシーンは、本シリーズ『ピンク色の研究』でも使われている。また、ホームズとワトスンが出会った時点では、ワトスンは口ひげを生やしていない。挿絵では口ひげが描き込まれているものの、実際にワトスンがひげを生やしていたと分かるのは、『シャーロック・ホームズの帰還』所収の『犯人は二人』が初めてである。
タイトルバック直後のシーンで、ワトスンは、ストランド・マガジンの売り子へ『青い紅玉』の売れ行きを訊ねる。ストランド・マガジンは、原作のシャーロック・ホームズシリーズが連載されていた雑誌である。また『青い紅玉』自体は、1892年に発表されている。
特報として流されたシーンでは、ジェレミー・ブレットが主演した『シャーロック・ホームズの冒険』シリーズのテーマを変奏した曲が流れる。また、ベーカー街のパンの仕方など、ブレット版のオープニングとの類似が指摘されている。221の1階にある料理店の名前は、本シリーズでの"Speedy"から、"Speedwell"に変更されている。221Bのボーイであるビリーを演じているのは、本シリーズ『三の兆候』でページボーイを演じていた、アダム・グレーヴス=ニールである。同じシーンでは、ホームズが『バスカヴィル家の犬』について言及するが、この作品は1901年に発表されており、「1895年を舞台」とする公式の発表とは食い違っている。
この特別編ではワトスンの妻・メアリーが生きている設定だが、原典『空き家の冒険』では、この作品の設定年・1894年には彼女が死亡していたと仄めかされている。メアリーは喪服とヴェールを着用して221Bに現れるが、『覆面の下宿人』にはヴェールをかぶったまま下宿に引きこもっている女性が登場する。ホームズが香水の香りからメアリーだと言い当てるのは、本シリーズ『最後の誓い』の1シーンに由来するものである。この後、ワトスン夫妻の口論の裏でホームズが弾いているのは、シャーロックが本シリーズ『三の兆候』で夫妻に贈ったワルツである。ホームズは階段を上る足音からやってきたのがレストレードだと言い当てるが、その後述べられるジョーンズとグレグスンは、どちらもスコットランドヤードの刑事として、原典に登場する人物である。ホームズはワトスンをジェイムズ・ボズウェルに例えるが、同じ例えが原典『ボヘミアの醜聞』に存在する。
エミリア・リコレッティは、本シリーズ『ライヘンバッハ・ヒーロー』でのモリアーティと同じく、銃を口にくわえ、頭を撃ち抜いて自殺する。また夫トーマスを射殺する前、彼女が歌っているのは "The Maid of the Mill" と言う曲である。エミリアの言う「ショットガン・ウエディング」（英: shotgun wedding）は、いわゆる「できちゃった結婚」を指す言葉である。
エミリアが乱射している道沿いには、『赤髪連盟』に登場するジェイベズ・ウィルスンの名前が書かれた店舗があると明かされている。
脚本のモファット・ゲイティスは、ラスボーン版ホームズのファンであることを公言している。本作でワトスンが的外れな推論を披露するシーンは、ラスボーン版でのワトスンにオマージュをかけたものとされている。また本作でのワトスンは全体的に、現代版の本シリーズに比べて幾分愚鈍に描かれている。一方ラスボーン版のワトスンは、ホームズより劣ったドジな人物とされている。このシーンでワトスンが「エミリア双子説」を出すが、これはルパート・エヴェレット版ホームズ『シャーロック・ホームズ：淑女殺人事件』 (en) との類似が指摘されている。
ホームズが黄道傾斜角について理解しようとしているシーンがあるが、『ギリシャ語通訳』冒頭には、ホームズとワトスンがこの話題について話していたと記されている。本シリーズで221Bのキッチンになっていたスペースは、壁が緋色（スカーレット）に塗られた書斎に作り替えられているが、これを『緋色の研究』のタイトルに対するオマージュとする意見もある。ワトスン宅に出来が悪いメイドがいるのは『ボヘミアの醜聞』、更に彼女が仕事中小説を読みふけり、ゆで卵も作れないのは、『ソア橋』のメイド評に等しい。またこの後ワトスンに渡される電報の文面は、『這う男』冒頭と同じもので、本シリーズ『ピンク色の研究』でも使われている。
ディオゲネス・クラブに着いたホームズとワトスンは、受付の男性とイギリス手話で会話を交わすが、この男性の名前は「ワイルダー」とされている。ビリー・ワイルダー監督は、映画『シャーロック・ホームズの冒険』を制作しており、脚本のゲイティス・モファットは、この作品を映像化されたホームズの中で最もお気に入りと回答している。2人のクラブ訪問とマナーハウスに関するホームズ兄弟の会話やマイクロフトに面会するメラス氏の名前は、いずれも『ギリシャ語通訳』に由来する。クラブでのマイクロフトは、原作以上にでっぷりと太っているが、このビジュアルはモンティ・パイソンの『人生狂騒曲』との類似が指摘されている。

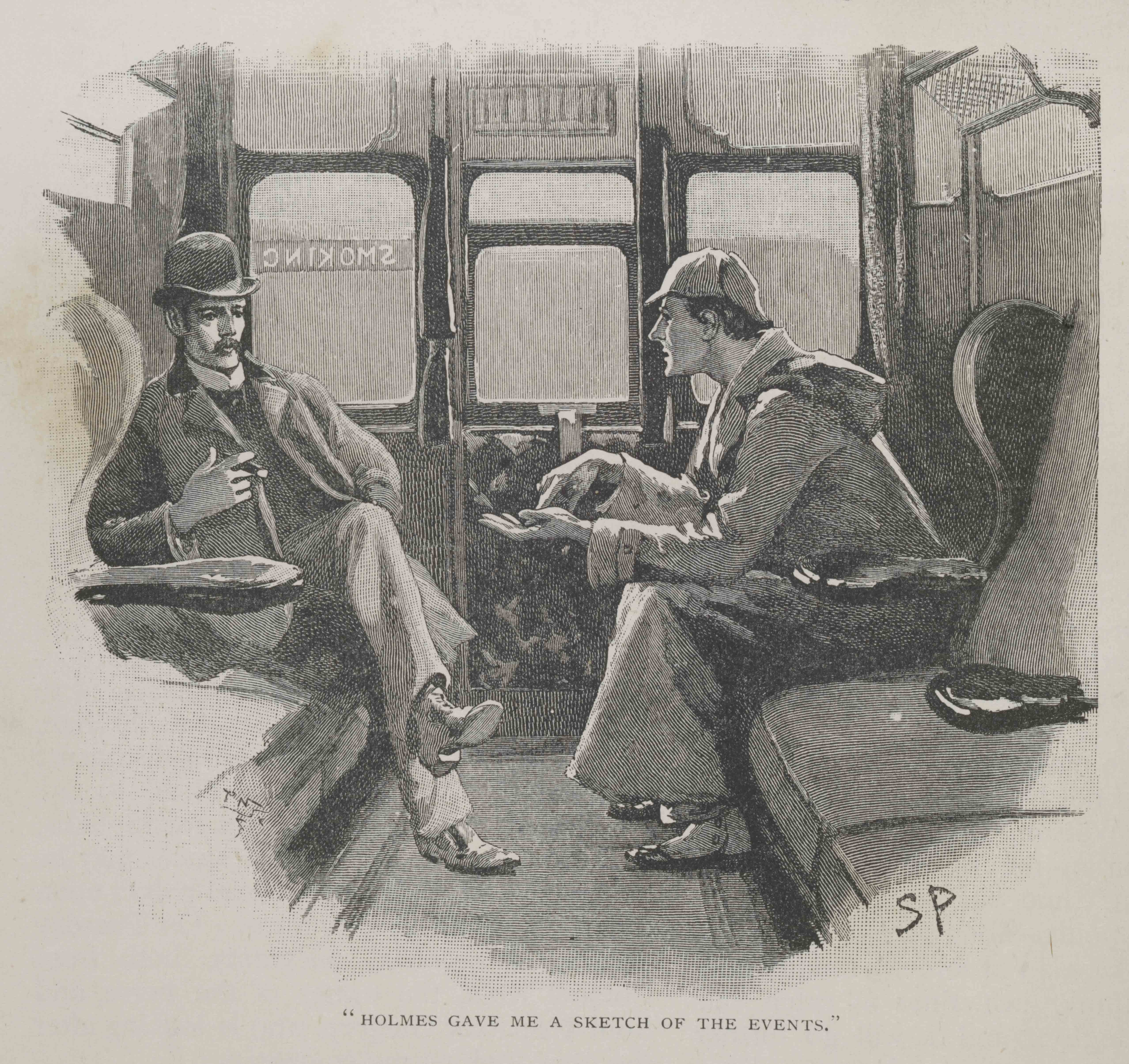
『白銀号事件』でのシドニー・パジェットの挿絵。

レディ・カーマイケルの一件は、女性を虐げる夫への戒めという点で『修道院屋敷』と共通しているほか、この事件の被害者名は、「ユースタス・ブラッケンストール卿」である。サー・ユースタスへの脅迫にオレンジの種が使われるのは、『オレンジの種五つ』からの描写で、本シリーズ『大いなるゲーム』ではこの作品がもじられている。またサー・ユースタスがアメリカの人物に脅迫されているとホームズが考えるのは、『恐怖の谷』へのオマージュである。サー・ユースタス邸に向かう列車内のビジュアルは、『白銀号事件』や『ボスコム渓谷の謎』でのシドニー・パジェットの挿絵に酷似している。ホームズの台詞 "The game is afoot!"（訳：狩りの始まりだ！）は『修道院屋敷』に由来する台詞だが、同じ台詞は、"afoot"を"on"に置き換えた形で、本シリーズで幾度となく使われている。張り込み中のホームズがワトスンに言う、「女性は君の領分だ」という台詞は、『第二の汚点』からの引用である。またホームズがアイリーンの写真を持っているのは、『ボヘミアの醜聞』に由来する。

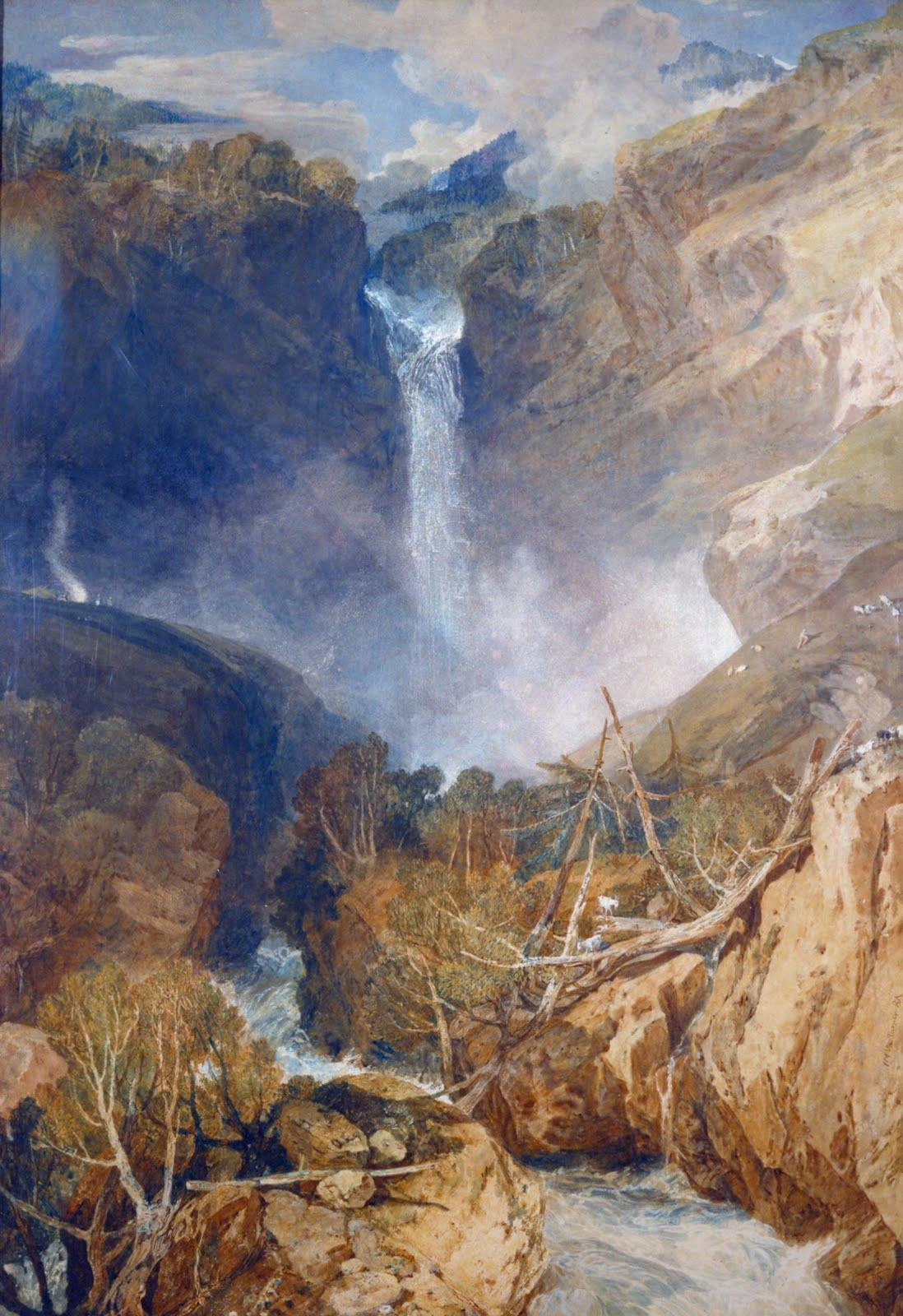
ターナーによるライヘンバッハの滝を描いた絵。

ディオゲネス・クラブには、ライヘンバッハの滝を描いたターナーの絵が飾られている。これは、本シリーズ『ライヘンバッハ・ヒーロー』でシャーロックが取り返したものである。ホームズが自身のマインドパレスに入ったまま、何日も食事を摂らないのは、『マザリンの宝石』での描写からである。ホームズが7%溶液のコカインを使っているのは、『四つの署名』からの引用である。またホームズとワトスンの「兵士じゃなくて医者だろう」「ただの医者じゃなく軍医だ」との会話は、本シリーズ『ベルグレービアの醜聞』に由来する。
婦人参政権運動家の女性たちが秘密の会合を行っているシーンは、『ヤング・シャーロック/ピラミッドの謎』に類似シーンが存在する。この映画は、スティーヴン・スピルバーグが制作総指揮を務め、学生時代のホームズを描いた作品である。ホームズが花嫁をレディ・カーマイケルと誤解するシーンは、本シリーズ『最後の誓い』からの引用である。また、このエピソードの原案となった『犯人は二人』には、ミルヴァートンが自分の元へやってきた女性の正体を誤解するシーンがある。
シャーロックがエミリア・リコレッティの墓を掘り返し、棺にもう1人別人が埋葬されているのではと考えるのは、『フランシス・カーファックス姫の失踪』でのトリックと等しい。
モリアーティが221Bを訪れるシーンとライヘンバッハの滝でホームズと決闘するシーンは、どちらも『最後の事件』からの引用である。但し、ワトスンが決闘に間に合ったという記述は原典には無い。ホームズの"Elementary, my dear Watson."（訳：初歩的なことだよ、ワトソン君）と言う台詞は、原典に1度も登場しないにもかかわらず、ホームズの名台詞として有名なものである。ジーニアス英和大辞典やロングマン現代英英辞典、ランダムハウス英和大辞典などの辞典にも掲載されるほどのこの成句は、ウィリアム・ジレット版で有名となった ("Elementary, my dear Watson") 。
ジェット機内でマイクロフトの手帳に書かれている "Vernet" とは、ホームズが『ギリシャ語通訳』で自分の大おじだと語っている、オラース・ヴェルネ（仏: Émile Jean-Horace Vernet）の名字と同じである。

## 制作背景

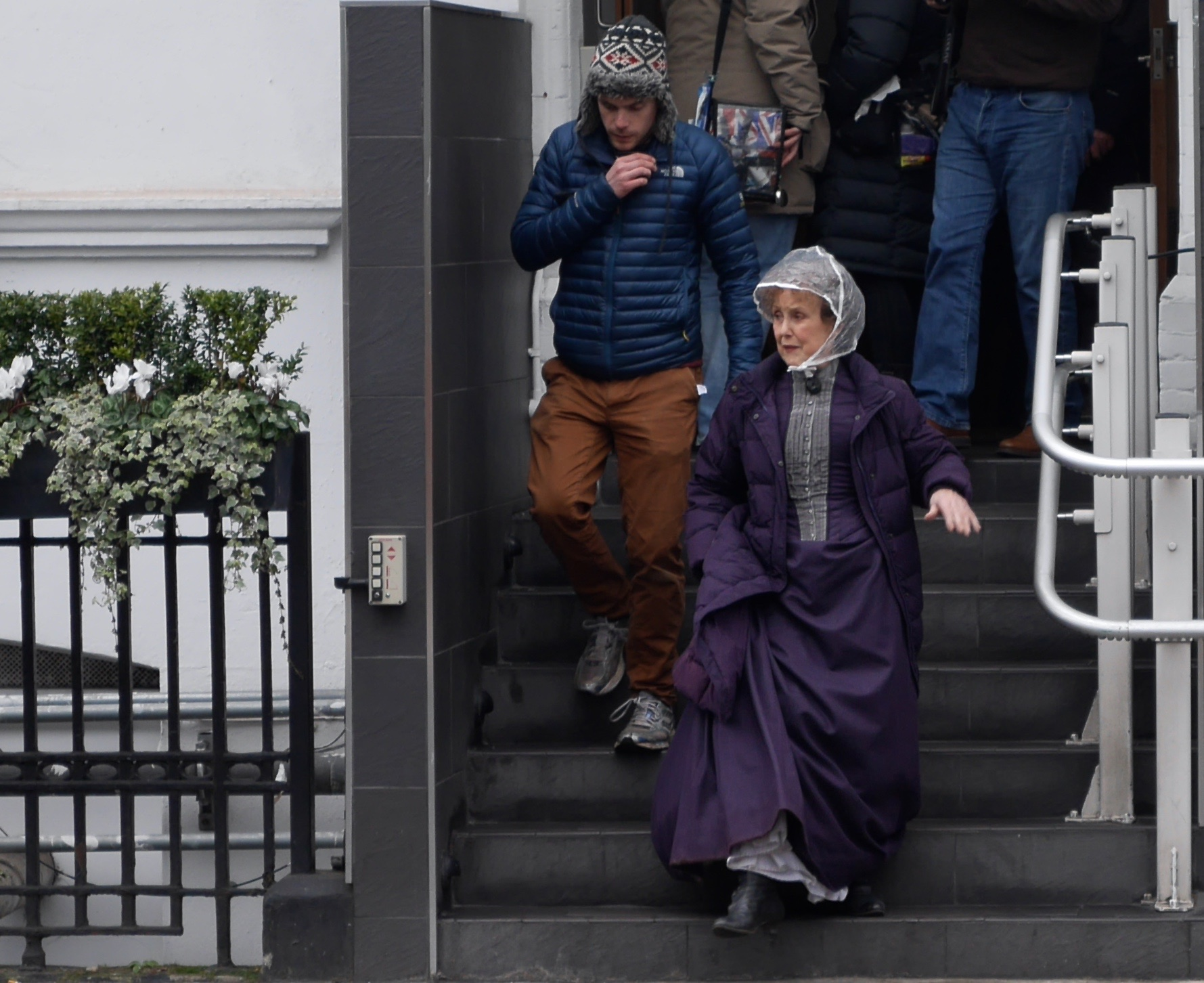
本作を撮影中のユーナ・スタッブス（ハドスン夫人役）。2015年2月撮影。

スペシャルの制作予定を最初に明らかにしたのは、ワトスン役のマーティン・フリーマンである。彼は、2014年4月に放送されたインタビュー番組"Alan Carr: Chatty Man"で、「一度限りのスペシャルが計画されている」と述べている。
ヴィクトリア朝版のスペシャルを撮影するというアイデアは、出演者には好意的に受け止められた。脚本・マイクロフト役のマーク・ゲイティスからこのアイデアを伝えられたベネディクト・カンバーバッチは、「髪を切ってもいいの？」と大喜びしたという。ヴィクトリア朝のシーンに合わせて髪を切ったカンバーバッチは、一部のシーンではかつらを着用している。
撮影に先立って、カンバーバッチとフリーマンは、ディオゲネス・クラブでの手話シーン用に、イギリス手話の個人レッスンを受けている。このシーンで受付のワイルダーを演じるティム・バーロウも実際のろう者であり、その縁でこのレッスンが行われたという。
撮影は2015年1月6日から2月15日まで行われた。クランクインした1月6日は、『恐怖の谷』中の記述から、一部のシャーロキアンによってシャーロック・ホームズの誕生日とされている。
2015年3月には、この作品が、現代版の本シリーズとは完全に独立した、ヴィクトリア朝版のスペシャルであることが脚本のスティーヴン・モファットによって明かされた。また翌月にはゲイティスが、舞台は1895年であると明言した。ゲイティスは更に、この作品が『SHERLOCK』の「エピソード10」に当たることを明かしている。
2015年7月9日に、BBCとPBSのアカウントを通じ、YouTube上で最初の特報映像が配信された。なお、このクリップは先述の通り、ジェレミー・ブレット主演の『シャーロック・ホームズの冒険』シリーズにオマージュをかけていることが指摘されている。翌10日には、サンディエゴで開かれたコミコン・インターナショナルにて、モファットが、この特別編は全世界で公開されると発表した。
2本目の特報映像は、BBCのアカウントと、最初の特報映像が配信された後に作られた本シリーズのYouTube公式アカウントを通じて、2015年10月7日に配信された。配信前日には、BBCのアカウントで、ティーザー広告が流されている。また10月25日には、前日のMCM・ロンドン・コミコン開催に合わせて、同じクリップで尺が長くなったものが配信され、放送日が2016年1月1日であることが明かされた。このコミコンでは、『SHERLOCK』に関するトークショーが行われており、この席でタイトルが "The Abominable Bride" であると発表された。また10月15日にはオーストラリア向けの特報映像、11月6日には英国向けのティーザー広告、12月12日には3本目の特報映像が公開されている。

## ロケ地

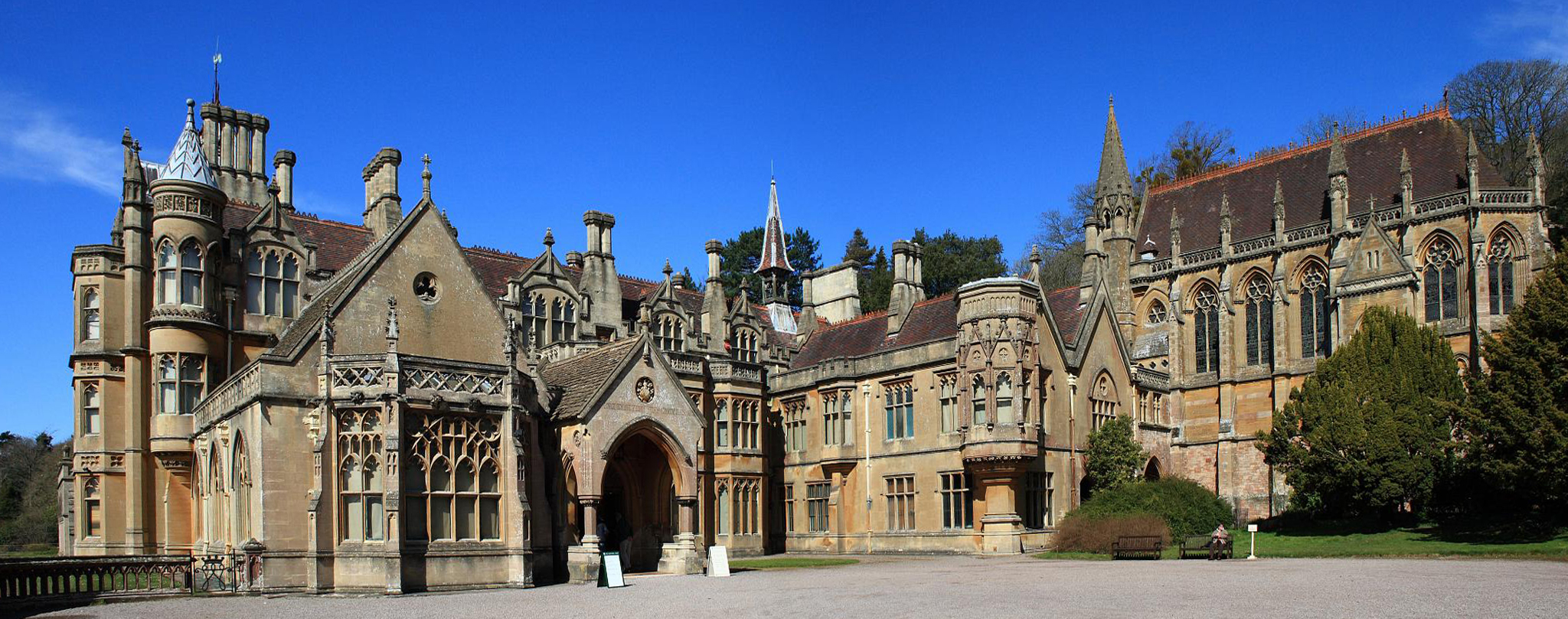
サー・ユースタス邸として使われたティンツフィールド

エミリア・リコレッティが乱射を行うシーンは、バースのクイーン・ストリートでの映像と、ブリストルのクイーン・スクエアでの映像を組み合わせて作られている。
サー・ユースタス邸として用いられたのは、サマセット北部ラクソールにあるティンツフィールドである。この建物は、ワトスンの自宅のシーンでも使われている。他にも、ブリストルのコルストン・ホールの地下室や、アーノス・ヴェール共同墓地で撮影が行われている。
婦人参政権運動に関わる女性たちが、秘密の会合を行っているシーンは、グロスター大聖堂で撮影されたことが特典映像で明かされている。

## 世界各国での公開
この作品は特別編として、イギリス・アイルランド・アメリカ各国で2016年1月1日にテレビ放映された。その後、脚本家2人による特別映像が加えられ、1月5日・6日に限定公開されている。その後、オーストラリアやヨーロッパ各国、中国などで順次劇場公開された。
テレビ放映は、1月1日21時から、BBC One（イギリス・アイルランド）、アメリカのPBS、ギリシャのOTEシネマ4HDで行われた。また英国では国内100箇所の劇場でサイマル放送が行われた。

翌1月2日には、香港、デンマーク、オーストラリアで、作品と20分余りの追加映像（日本版の特別映像と同じもの）を合わせて、限定公開された。フィンランドでも1月3日に限定公開されたほか、中国では4日に全国公開、さらにテレビ放映のあったイギリスとアメリカでは、1月5日・6日の限定公開が行われた。イタリアでは1月12日・13日に公開された。また公開国の一覧はIMDbの作品ページで見ることができ、東ヨーロッパ、中央アジア、南米など、世界各地で公開されたことが分かる。

### 日本での興行
日本では2016年2月19日から同3月18日まで、4週間の限定公開が行われた。日本は、本作のリリースが最も遅い国となった。本国イギリスの劇場公開同様、特典映像2本を上映する115分のスケジュールである。また、ドラマシリーズとは異なり、吹替版の制作は無く、字幕版のみでのリリースだった。
劇場で公開されたのは次の3作品である。
- 特典映像1「脚本家スティーヴン・モファットと巡るベーカー街221Bの旅」（約6分）

脚本家スティーヴン・モファットが、スペシャルのために作られたセットと、時代背景を解説する。
- 本編 「SHERLOCK/シャーロック 忌まわしき花嫁」（約93分）
- 特典映像2 「シャーロック製作の裏側〜主要キャスト・スタッフとともに」（約16分）

脚本家・マイクロフト役のマーク・ゲイティスが、主要キャスト陣（カンバーバッチ・フリーマン・アビントン・スタッブス・スコット）にスペシャルの内容や演じる役柄についてインタビューする映像。最後にモファットと脚本家対談を行っている。

#### 日本でのテレビ放映
劇場公開終了後の2016年3月下旬、NHKはこの作品をプレミアムシネマとして放送することを発表した。チャンネルは本シリーズと同じくNHK BSプレミアムで、二カ国語ステレオ放送として、2016年5月9日21時から放送された。
2016年4月1日に更新されたBSオンラインの映画カレンダーでは、劇場公開時には無かった吹替声優がクレジットされている。NHKが発表した吹替声優は次の通りで、いずれも本シリーズの声優が持ち役を続投している。
- シャーロック・ホームズ（ベネディクト・カンバーバッチ） - 三上哲
- ジョン・ワトスン（マーティン・フリーマン） - 森川智之
- メアリー・ワトスン（アマンダ・アビントン） - 石塚理恵
- レストレード（ルパート・グレイヴス） - 原康義
- モリアーティ教授（アンドリュー・スコット） - 村治学

NHKでの放送前後には、吹替を担当した声優数人が自らの出演をTwitter上などで明かしている。またアンダーソンの声を担当した内田岳志は、共演者からのサインが書き込まれた台本を公開した。
放送直前・放送時に配役が分かった声優は以下の通り。役名は放送時のクレジットに従った。
| 役名                                                                              | 演者                     | 吹替声優   | 備考                                                |
| --------------------------------------------------------------------------------- | ------------------------ | ---------- | --------------------------------------------------- |
| ハドソン夫人                                                                      | ユーナ・スタッブス       | 谷育子     | 本シリーズからの続投                                |
| マイクロフト                                                                      | マーク・ゲイティス       | 木村靖司   | 本シリーズからの続投                                |
| エミリア・リコレッティ（花嫁）                                                    | ナターシャ・オキーフ     | 永田亮子   |                                                     |
| レディ・カーマイケル                                                              | キャサリン・マコーマック | 麻生侑里   |                                                     |
| サー・ユースタス                                                                  | ティム・マッキナリー     | 髙橋耕次郎 |                                                     |
| モリー・フーパー                                                                  | ルイーズ・ブリーリー     | 片岡身江   | 本シリーズからの続投                                |
| アンダーソン                                                                      | ジョナサン・アリス       | 内田岳志   | 本シリーズからの続投                                |
| ジャニーン                                                                        | ヤスミン・アクラム       | 樋口あかり | 本シリーズからの続投                                |
| メアリー・ジェーン                                                                | ステファニー・ハイアム   | 松本沙羅   | ワトスン邸の出来の悪いメイド役、 役名クレジットなし |
| その他 - 上杉陽一、里村洋、藤翔平、菅原淳一、古川裕隆、金子由之、松瀬吹蕗、小林操 |                          |            |                                                     |

日本語版スタッフ
翻訳 - 中村久世、演出 - 壺井正、録音 - 藤樫衛
また、2016年7月17日には、AXNミステリーで字幕版がノーカット初放送されている。

## 評価

### 視聴人数・興行収入
英国国内ではリアルタイムで840万人、その後その他の視聴も合わせて1160万人が視聴し、40.2%という視聴率を記録した。この数字はシーズン3初回『空の霊柩車』の1272万人にこそ及ばなかったが、放送されたシリーズ10作品の中では2番目に多い視聴者数となった。またこの数字は、英国の新年番組でトップだった。
特別映像まで含めた映画館上映は各国で大成功を収めた。中国では公開初日の1月4日だけで539万ドル（368万ポンド、約6億4370万円）を売り上げ、公開終了時までには全国で170万人が視聴した。また韓国では500万ドルの興行収入を得た。中国では1億6000万元以上の興行収入を獲得し、興行収入1位に躍り出た。作品の大成功に対し、BBCワールドワイドのサリー・ド・サン・クロワは、「BBC Oneでの大人気に続き、韓国や中国の興行収入が数百万ドルに及んでいる。これは英国のテレビ番組として素晴らしい快挙だ」と述べた。最終的に、この作品は世界各地で $38,400,603 の興行収入を得た。

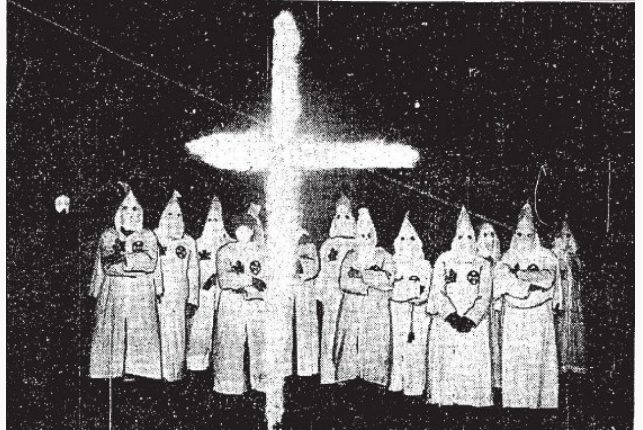
クー・クラックス・クラン(KKK)の集会。作中には紫色の頭巾を被った女性たちが集会を開いているシーンがあり、その姿はKKKの集会を想起させるとして批判されている。

この作品が大ヒットした一方で、視聴者全員が作品を好意的にとらえた訳ではない。女性解放運動の集会がクー・クラックス・クラン (KKK) のように描かれたことについては、「カルト集団のように描くことは、女性解放運動の歴史を見ても間違い」などとした批判が相次いだ。また、この作品でのフェミニズムの描き方そのものが、"mansplaining"（訳：男性視点による描き方）であるという批判も多い。
2016年2月19日には、この批判に答える形で、YouTube公式アカウント上に、制作陣が作品のテーマについて討論する動画が投稿されている。この動画には、脚本のモファット、ゲイティス、制作のスー・ヴァーチュー、メアリー役のアビントン、そして歴史学者のボイド・ヒルトンが登場し、作品の目指したテーマや視聴者からの批判について討論を行っている。
インターネット上の映画批評サイトRotten Tomatoesでは、シリーズを通して90%超えの高い評価を得ているものの、この作品だけは2016年4月8日現在で67%と、やや低い評価を受けている。またインターネット・ムービー・データベース (IMDb) では、2016年4月8日現在で、星10個のうち平均8.3個の評価を受けている。
日本で劇場公開が開始された直後の週末2日間では、興行通信社の調べで観客動員数4万8484人、興行収入6546万5100円を記録し、観客動員数で初登場7位を記録した。また、翌週の週末2日間では興行通信社の調べで観客動員数11位を記録した。

### 受賞
2016年の第68回プライムタイム・エミー賞では8部門にノミネートされ、その内作品賞テレビ映画部門と視覚効果賞補助視覚効果部門の2つを受賞した。授賞式には、脚本のスティーヴン・モファット、制作のスー・ヴァーチュー、メアリー役のアマンダ・アビントンが出席した。